# Condado de Wałbrzych
Condado de Wałbrzych (polaco: powiat wałbrzyski) é um powiat (condado) da Polónia, na voivodia da Baixa Silésia. A sede do condado é a cidade de Wałbrzych. Estende-se por uma área de 514,18 km², com 186 104 habitantes, segundo o censo de 2005, com uma densidade de 361,94 hab/km².

## Divisões admistrativas
O condado possui:
Comunas urbanas: Boguszów-Gorce, Jedlina-Zdrój, Szczawno-Zdrój, Wałbrzych
Comunas urbana-rurais: Głuszyca, Mieroszów
Comunas rurais: Czarny Bór, Stare Bogaczowice, Walim
Cidades: Boguszów-Gorce, Jedlina-Zdrój, Szczawno-Zdrój, Wałbrzych, Głuszyca, Mieroszów

## Demografia
População (dados de 30 de Junho de 2005):
|          | Total   | Total | Mulheres | Mulheres | Homens  | Homens |
| -------- | ------- | ----- | -------- | -------- | ------- | ------ |
|          | pessoas | %     | pessoas  | %        | pessoas | %      |
| Total    | 186 104 | 100   | 97 840   | 52,6     | 88 264  | 47,4   |
| Cidades  | 166 154 | 100   | 87 648   | 52,8     | 78 506  | 47,2   |
| Povoados | 19 950  | 100   | 10 192   | 51,1     | 9758    | 48,9   |